# Fußball-Weltmeisterschaft 1994/Gruppe B
Spiele der Gruppe B der Fußball-Weltmeisterschaft 1994.
| Pl. | Land      | Sp. | S | U | N | Tore    | Diff. | Punkte |
| --- | --------- | --- | - | - | - | ------- | ----- | ------ |
| 1.  | Brasilien | 3   | 2 | 1 | 0 | 006:100 | +5    | 07     |
| 2.  | Schweden  | 3   | 1 | 2 | 0 | 006:400 | +2    | 05     |
| 3.  | Russland  | 3   | 1 | 0 | 2 | 007:600 | +1    | 03     |
| 4.  | Kamerun   | 3   | 0 | 1 | 2 | 003:110 | −8    | 01     |

## Kamerun – Schweden 2:2 (1:1)
| Kamerun                                                    | Kamerun | Schweden | Schweden |
| ---------------------------------------------------------- | --- | --- | -------- |
| Kamerun                                                    | \| 1. Spieltag \| \| 19. Juni 1994 um 16:30 Uhr in Pasadena (Rose Bowl Stadium) \| \| Zuschauer: 93.194 \| \| Schiedsrichter: Alberto Tejada ( Peru) \| \| Spielbericht \|                                                                                             | \| 1. Spieltag \| \| 19. Juni 1994 um 16:30 Uhr in Pasadena (Rose Bowl Stadium) \| \| Zuschauer: 93.194 \| \| Schiedsrichter: Alberto Tejada ( Peru) \| \| Spielbericht \|                                                                              | Schweden |
| Kamerun                                                    | Joseph-Antoine Bell – Rigobert Song, Stephen Tataw , Raymond Kalla – Emile M’Bouh, Thomas Libiih, Marc-Vivien Foé, Hans Agbo – Louis-Paul M’Fédé (87. Emmanuel Maboang), François Omam-Biyik, David Embé (80. Georges Mouyémé) Cheftrainer: Henri Michel ( Frankreich) | Thomas Ravelli – Roland Nilsson, Patrik Andersson, Joachim Björklund, Roger Ljung – Klas Ingesson (76. Kennet Andersson), Stefan Schwarz, Jonas Thern , Jesper Blomqvist (60. Henrik Larsson) – Martin Dahlin, Tomas Brolin Cheftrainer: Tommy Svensson | Schweden |
| Kamerun                                                    | 1:1 Embé (44.) 2:1 Omam-Biyik (47.) | 0:1 Ljung (8.) 2:2 Dahlin (75.) | Schweden |
| Kamerun                                                    | M’Bouh | Dahlin | Schweden |
| 1. Spieltag                                                | | |          |
| 19. Juni 1994 um 16:30 Uhr in Pasadena (Rose Bowl Stadium) | | |          |
| Zuschauer: 93.194                                          | | |          |
| Schiedsrichter: Alberto Tejada ( Peru)                     | | |          |
| Spielbericht                                               | | |          |

## Brasilien – Russland 2:0 (1:0)
| Brasilien                                                 | Brasilien | Russland | Russland |
| --------------------------------------------------------- | --- | --- | -------- |
| Brasilien                                                 | \| 1. Spieltag \| \| 20. Juni 1994 um 13:00 Uhr in Stanford (Stanford Stadium) \| \| Zuschauer: 81.061 \| \| Schiedsrichter: An-Yan Lim Kee Chong ( Mauritius) \| \| Spielbericht \|    | \| 1. Spieltag \| \| 20. Juni 1994 um 13:00 Uhr in Stanford (Stanford Stadium) \| \| Zuschauer: 81.061 \| \| Schiedsrichter: An-Yan Lim Kee Chong ( Mauritius) \| \| Spielbericht \|                                                                                    | Russland |
| Brasilien                                                 | Cláudio Taffarel – Jorginho, Ricardo Rocha (75. Aldair), Márcio Santos, Leonardo – Raí , Dunga (85. Mazinho), Mauro Silva, Zinho – Bebeto, Romário Cheftrainer: Carlos Alberto Parreira | Dmitri Charin – Juri Nikiforow – Sergei Gorlukowitsch, Wladislaw Ternawski, Dmitri Kusnezow – Waleri Karpin, Dmitri Chlestow, Andrei Pjatnizki, Ilja Zymbalar – Sergei Juran (55. Oleg Salenko), Dmitri Radtschenko (77. Alexander Borodjuk) Cheftrainer: Pawel Sadyrin | Russland |
| Brasilien                                                 | 1:0 Romário (26.) 2:0 Raí (52., Foulelfmeter) | | Russland |
| Brasilien                                                 | Nikiforow, Chlestow, Kusnezow | | Russland |
| 1. Spieltag                                               | | |          |
| 20. Juni 1994 um 13:00 Uhr in Stanford (Stanford Stadium) | | |          |
| Zuschauer: 81.061                                         | | |          |
| Schiedsrichter: An-Yan Lim Kee Chong ( Mauritius)         | | |          |
| Spielbericht                                              | | |          |

## Brasilien – Kamerun 3:0 (1:0)
| Brasilien                                                 | Brasilien | Kamerun | Kamerun |
| --------------------------------------------------------- | --- | --- | ------- |
| Brasilien                                                 | \| 2. Spieltag \| \| 24. Juni 1994 um 13:00 Uhr in Stanford (Stanford Stadium) \| \| Zuschauer: 83.401 \| \| Schiedsrichter: Arturo Brizio Carter ( Mexiko) \| \| Spielbericht \|    | \| 2. Spieltag \| \| 24. Juni 1994 um 13:00 Uhr in Stanford (Stanford Stadium) \| \| Zuschauer: 83.401 \| \| Schiedsrichter: Arturo Brizio Carter ( Mexiko) \| \| Spielbericht \|                                                                                  | Kamerun |
| Brasilien                                                 | Cláudio Taffarel – Jorginho, Aldair, Márcio Santos, Leonardo – Raí (83. Müller), Dunga, Mauro Silva, Zinho (75. Paulo Sérgio) – Bebeto, Romário Cheftrainer: Carlos Alberto Parreira | Joseph-Antoine Bell – Rigobert Song, Stephen Tataw , Raymond Kalla – Emile M’Bouh, Thomas Libiih, Marc-Vivien Foé, Hans Agbo – Louis-Paul M’Fédé (77. Emmanuel Maboang), François Omam-Biyik, David Embé (65. Roger Milla) Cheftrainer: Henri Michel ( Frankreich) | Kamerun |
| Brasilien                                                 | 1:0 Romário (39.) 2:0 Márcio Santos (66.) 3:0 Bebeto (73.) | | Kamerun |
| Brasilien                                                 | Mauro Silva | Tataw, Kalla | Kamerun |
| Brasilien                                                 | Song (63. grobes Foulspiel) | | Kamerun |
| 2. Spieltag                                               | | |         |
| 24. Juni 1994 um 13:00 Uhr in Stanford (Stanford Stadium) | | |         |
| Zuschauer: 83.401                                         | | |         |
| Schiedsrichter: Arturo Brizio Carter ( Mexiko)            | | |         |
| Spielbericht                                              | | |         |

## Schweden – Russland 3:1 (1:1)
| Schweden                                           | Schweden | Russland | Russland |
| -------------------------------------------------- | --- | --- | -------- |
| Schweden                                           | \| 2. Spieltag \| \| 24. Juni 1994 um 19:30 Uhr in Pontiac (Silverdome) \| \| Zuschauer: 71.528 \| \| Schiedsrichter: Joël Quiniou ( Frankreich) \| \| Spielbericht \|                                                                                   | \| 2. Spieltag \| \| 24. Juni 1994 um 19:30 Uhr in Pontiac (Silverdome) \| \| Zuschauer: 71.528 \| \| Schiedsrichter: Joël Quiniou ( Frankreich) \| \| Spielbericht \|                                                                                                | Russland |
| Schweden                                           | Thomas Ravelli – Roland Nilsson, Patrik Andersson, Joachim Björklund (89. Magnus Erlingmark), Roger Ljung – Tomas Brolin, Stefan Schwarz, Jonas Thern , Klas Ingesson – Martin Dahlin, Kennet Andersson (83. Henrik Larsson) Cheftrainer: Tommy Svensson | Dmitri Charin – Wiktor Onopko – Sergei Gorlukowitsch, Juri Nikiforow, Dmitri Kusnezow – Dmitri Popow (40. Waleri Karpin), Dmitri Chlestow, Alexander Mostowoi, Alexander Borodjuk (51. Dmitri Galjamin) – Oleg Salenko, Dmitri Radtschenko Cheftrainer: Pawel Sadyrin | Russland |
| Schweden                                           | 1:1 Brolin (37., Foulelfmeter) 2:1 Dahlin (59.) 3:1 Dahlin (81.) | 0:1 Salenko (4., Foulelfmeter) | Russland |
| Schweden                                           | K. Andersson, Schwarz, Dahlin (2.) | Charin | Russland |
| Schweden                                           | Gorlukowitsch (49., wdh. Foulspiel) | | Russland |
| 2. Spieltag                                        | | |          |
| 24. Juni 1994 um 19:30 Uhr in Pontiac (Silverdome) | | |          |
| Zuschauer: 71.528                                  | | |          |
| Schiedsrichter: Joël Quiniou ( Frankreich)         | | |          |
| Spielbericht                                       | | |          |

## Russland – Kamerun 6:1 (3:0)
| Russland                                                  | Russland | Kamerun | Kamerun |
| --------------------------------------------------------- | --- | --- | ------- |
| Russland                                                  | \| 3. Spieltag \| \| 28. Juni 1994 um 13:00 Uhr in Stanford (Stanford Stadium) \| \| Zuschauer: 74.914 \| \| Schiedsrichter: Jamal al-Sharif ( Syrien) \| \| Spielbericht \| | \| 3. Spieltag \| \| 28. Juni 1994 um 13:00 Uhr in Stanford (Stanford Stadium) \| \| Zuschauer: 74.914 \| \| Schiedsrichter: Jamal al-Sharif ( Syrien) \| \| Spielbericht \|                                                                                     | Kamerun |
| Russland                                                  | Stanislaw Tschertschessow – Wiktor Onopko – Omari Tetradse, Juri Nikiforow, Wladislaw Ternawski – Waleri Karpin, Dmitri Chlestow, Igor Ledjachow (77. Wladimir Bestschastnych), Ilja Zymbalar – Oleg Salenko, Igor Kornejew (64. Dmitri Radtschenko) Cheftrainer: Pawel Sadyrin | Jacques Songo’o – Victor N’Dip, Stephen Tataw , Raymond Kalla – André Kana-Biyik, Thomas Libiih, Marc-Vivien Foé, Hans Agbo – Louis-Paul M’Fédé (46. Roger Milla), François Omam-Biyik, David Embé (48. Alphonse Tchami) Cheftrainer: Henri Michel ( Frankreich) | Kamerun |
| Russland                                                  | 1:0 Salenko (15.) 2:0 Salenko (41.) 3:0 Salenko (44. Foulelfmeter) 4:1 Salenko (72.) 5:1 Salenko (75.) 6:1 Radtschenko (81.) | 3:1 Milla (46.) | Kamerun |
| Russland                                                  | Karpin, Chlestow (2.), Nikiforow (2.) | Kana-Biyik, Songo’o | Kamerun |
| 3. Spieltag                                               | | |         |
| 28. Juni 1994 um 13:00 Uhr in Stanford (Stanford Stadium) | | |         |
| Zuschauer: 74.914                                         | | |         |
| Schiedsrichter: Jamal al-Sharif ( Syrien)                 | | |         |
| Spielbericht                                              | | |         |

## Brasilien – Schweden 1:1 (0:1)
| Brasilien                                          | Brasilien | Schweden | Schweden |
| -------------------------------------------------- | --- | --- | -------- |
| Brasilien                                          | \| 3. Spieltag \| \| 28. Juni 1994 um 16:00 Uhr in Pontiac (Silverdome) \| \| Zuschauer: 77.217 \| \| Schiedsrichter: Sándor Puhl ( Ungarn) \| \| Spielbericht \|                     | \| 3. Spieltag \| \| 28. Juni 1994 um 16:00 Uhr in Pontiac (Silverdome) \| \| Zuschauer: 77.217 \| \| Schiedsrichter: Sándor Puhl ( Ungarn) \| \| Spielbericht \|                                                                                | Schweden |
| Brasilien                                          | Cláudio Taffarel – Jorginho, Aldair, Márcio Santos, Leonardo – Raí (83. Paulo Sérgio), Dunga, Mauro Silva (46. Mazinho), Zinho – Bebeto, Romário Cheftrainer: Carlos Alberto Parreira | Thomas Ravelli – Roland Nilsson, Patrik Andersson, Pontus Kåmark, Roger Ljung – Tomas Brolin, Stefan Schwarz (75. Håkan Mild), Jonas Thern , Klas Ingesson – Henrik Larsson (64. Jesper Blomqvist), Kennet Andersson Cheftrainer: Tommy Svensson | Schweden |
| Brasilien                                          | 1:1 Romário (46.) | 0:1 K. Andersson (23.) | Schweden |
| Brasilien                                          | Aldair | Mild | Schweden |
| 3. Spieltag                                        | | |          |
| 28. Juni 1994 um 16:00 Uhr in Pontiac (Silverdome) | | |          |
| Zuschauer: 77.217                                  | | |          |
| Schiedsrichter: Sándor Puhl ( Ungarn)              | | |          |
| Spielbericht                                       | | |          |